# Oberthulba
Oberthulba település Németországban, azon belül Bajorországban. Lakosainak száma 5092 fő (2023. december 31.). Oberthulba Hammelburg, Wartmannsroth, Waldfensterer Forst és Geroda községekkel határos.

## Népesség
A település népessége az elmúlt években az alábbi módon változott:
| Lakosok száma | 849  | 1043 | 2106 | 4261 | 5050 | 4991 | 5018 | 5051 | 5139 | 5092 |
|               | 1875 | 1950 | 1975 | 1987 | 2012 | 2014 | 2016 | 2017 | 2021 | 2023 |